# Dyna-Rigg

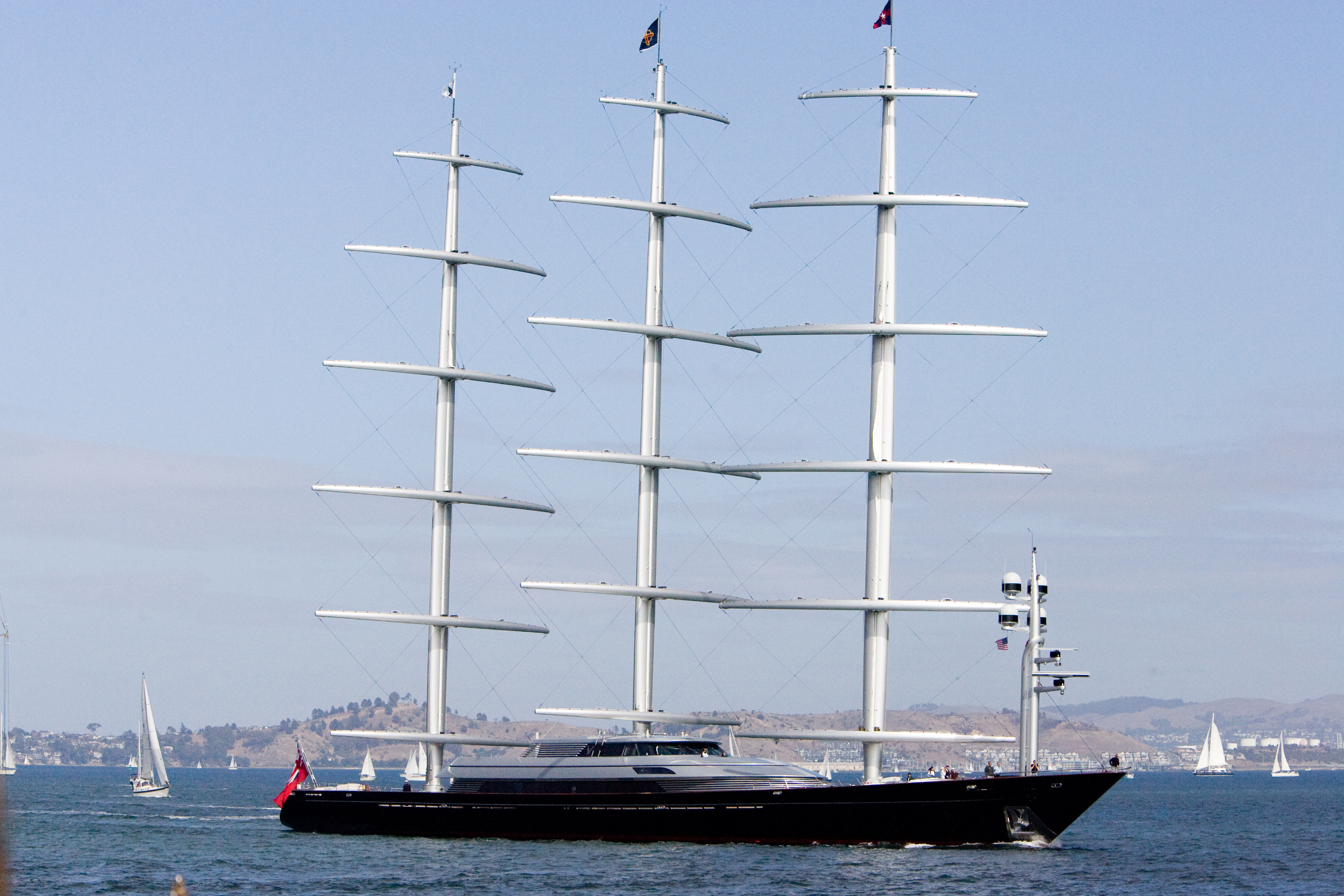
Die Maltese Falcon mit Dyna-Rigg

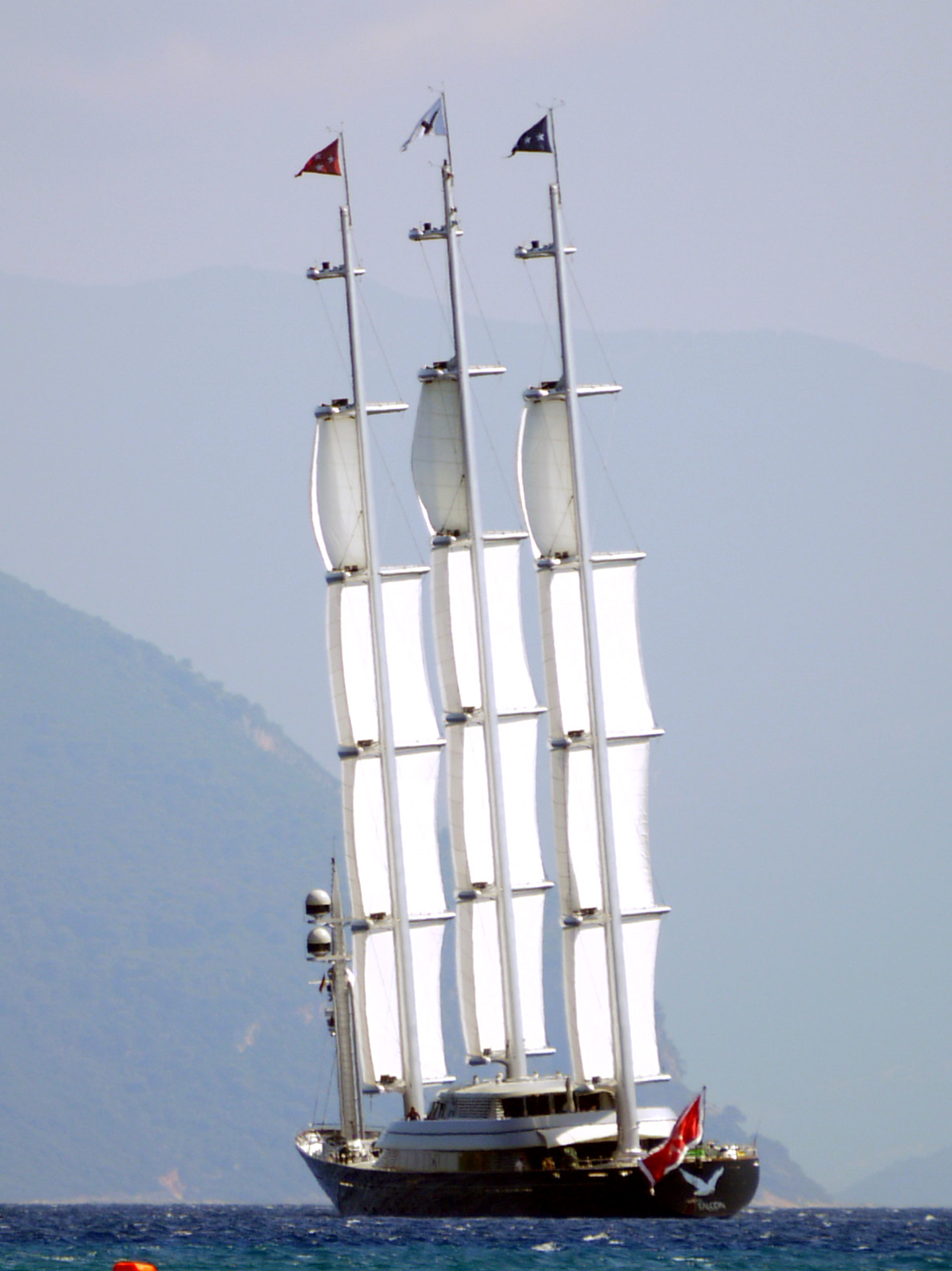
Die Maltese Falcon mit gehissten Segeln

Unter dem Namen Dyna-Rigg entwickelte der aus Franken stammende Schiffbauingenieur Wilhelm Prölß (1901–1974) in den 1960er Jahren ein rahbasiertes Segelsystem, das ursprünglich dazu gedacht war, Frachtschiffe kostengünstiger und ökologisch verträglicher fahren zu lassen. Hintergrund war Prölß' Überzeugung, dass im 21. Jahrhundert aus ökologischen Gründen wieder Frachtschiffe mit Segeln fahren würden.

## Dyna-Rigg
Das Dyna-Rigg, sprachlich eine Abkürzung von „dynamisches Rigg“, zeichnet sich durch moderne Rahsegel an drehbaren Masten aus. Anders als bei Windjammern entsteht hierdurch an jedem Mast eine geschlossene Segelfläche. Die einzelnen Rahsegel werden dabei „aus der Mastmitte“ heraus – ähnlich einer Gardine – zu den Rahenden der strömungsgünstig gekrümmten Rahen ausgefahren oder bei zunehmendem Wind wieder in den Mast eingerollt. Dabei ist jedes Segel einzeln steuerbar und das Schiff somit jedem Windangebot anzupassen.
Das System bietet einige Vorteile: Wind ist ein kostenloser und sauberer Energieträger, im Gegensatz zum Energieträger Erdöl, mit dessen „Abfallprodukt“ Schweröl per Dieselmotor die meisten Fracht,- Fähr- und Kreuzfahrtschiffe derzeit angetrieben werden. Der bisherige konventionelle Schiffsantrieb kann jedoch u. U. sehr viel kleiner ausgelegt werden. In Windkanalversuchern wurde festgestellt, dass das Dyna-Rigg fast doppelt so effektiv ist wie ein herkömmliches Rahsegelrigg. Die Hilfsdiesel zur bordeigenen Energieversorgung könnten ebenso mit geringerer Leistung gefahren werden, wenn bei optimalem Wind durch den vom Propeller angetriebenen Wellengenerator als Schleppgenerator, wie bei Segelyachten, das Bordnetz unterstützt wird, oder sogar eine Batteriebank mit Ladestrom versorgt wird.
Nachteil sind die hohen Kosten für die freistehenden Masten aus hochfesten, mit Kohlenstofffasern verstärkten, Kunststoffen sowie ein erhöhter Wartungsaufwand. Für die ursprünglich vorgesehene Verwendung im Frachtverkehr ist es weiterhin von Nachteil, dass sich – bei einer ausschließlichen Verwendung von Wind als Antrieb – die Ankunftszeiten nicht genau planen lassen und die Masten den Warenumschlag in den Häfen erschweren oder gar unmöglich machen. Aufgrund der IMO-eigenen Ziele einer fossilfreien Schifffahrt muss sich die Hafenwirtschaft aber ohnehin – mit Reedern und der Logistikbranche abgestimmt – auf eine geänderte Frachtschifffahrt mit Windantrieben einrichten.

## Schiffe mit Dyna-Rigg
Als erstes Schiff mit Dyna-Rigg („DynaSchiff“ laut Prölß' ursprünglicher Benennung) entstand von 2005 bis 2006 im Auftrag des Internet-Milliardärs Tom Perkins die 88-Meter-Yacht Maltese Falcon. Angelehnt hieran benannte Perkins nach Erwerb der Patentrechte die Konzeption um in Falcon-Rigg („Falcon rig“).
Auch eine Schülergruppe aus Wien befasste sich mit dem Thema Dynaschiff und adaptierte das Konzept auf eine Jolle. Das Rigg wurde im Rahmen eines Schulprojekts am Technologischen Gewerbemuseum Wien entwickelt. Die Jungfernfahrt der Victoria fand im September 2008 statt – als das zweite Segelboot und die erste Jolle weltweit mit einem Dyna-Rigg.
Ein drittes Schiff, die 106-m-Yacht Black Pearl, wurde 2017 von Oceanco nach Entwürfen von Ken Freivokh und Dykstra Naval Architects gebaut.
Auch die vom gleichen Hersteller im Auftrag von Jeff Bezos in Bau befindliche 127-m-Yacht Y721, war ursprünglich mit Dyna-Rigg geplant. In der Zwischenzeit (Stand Januar 2023) wurde aber ein konventionelles Rigg (Schrattakelung) montiert.

## Vergleichbare Entwicklungen
In den 1970er Jahren wurde ein ähnliches automatisiertes Rigg, das Pinta-Rigg, von Hartmut Schwarz in Zusammenarbeit mit dem Bremer Vulkan entwickelt, das im Jahre 2006 noch einmal überplant wurde.
Das WASP (Wind Assisted Ship) Ecoliner ist ein Entwurf des niederländischen Schiffbaubüros Dykstra. Es soll 11.850 t Wasserverdrängung besitzen und dem Frachtverkehr dienen. (Das WASP Ecoliner ist nicht zu verwechseln mit dem gleichnamigen Binnentankschiff, welches mit Flüssigerdgas (LNG) betrieben wird und für den Transport von giftigen und besonders gefährlichen Chemikalien und Ölprodukten eingesetzt werden kann.)
Sky Sails war ein 2001 ins Leben gerufenes Projekt deutscher Ingenieure, um große, konventionell angetriebene Frachtschiffe zwecks Treibstoffersparnis mit automatisierten Lenkdrachen zu versehen. Obwohl sich diese Vorstellung als grundsätzlich realisierbar erwies, löste sich das eigens hierfür gegründete Unternehmen 2016 wieder auf.
Unter dem Namen Oceanbird entwickelt das schwedische Unternehmen Wallenius derzeit (Stand: 2020) einen mit Segeln angetriebenen Autotransporter, der nur 10 % der Emissionen eines vergleichbaren herkömmlichen Frachters ausstoßen soll.